# Musée de la ville de Ljubljana
Le Musée de la ville de Ljubljana (Mestni muzej Ljubljana)  a été fondé en 1935. Il est logé depuis 1937 dans le palais Auersperg (Turjaška Palača, en slovène) dans le centre de Ljubljana.

## Le palais Auersperg de Ljubljana
Le palais, construit entre 1654 et 1658, était la résidence urbaine à Ljubljana de la maison Auersperg, grande famille de la noblesse autrichienne originaire de Carniole. Le palais a été rénové au début du XIXe siècle par l'architecte Francesco Coconi, qui lui a donné sa façade actuelle. Le bâtiment a souffert lors du tremblement de terre de 1895.
Le palais est vendu à l'État par la famille Auersperg en 1927. En 1935, il est racheté par la ville, qui l'aménage pour accueillir le musée d'histoire de la ville.
L'édifice est situé sur Gosposka ulica au coin de Salendrova ulica, près de la Bibliothèque nationale et universitaire de Slovénie. Il se trouve dans le prolongement de la place de la Révolution française.

## Collections du musée

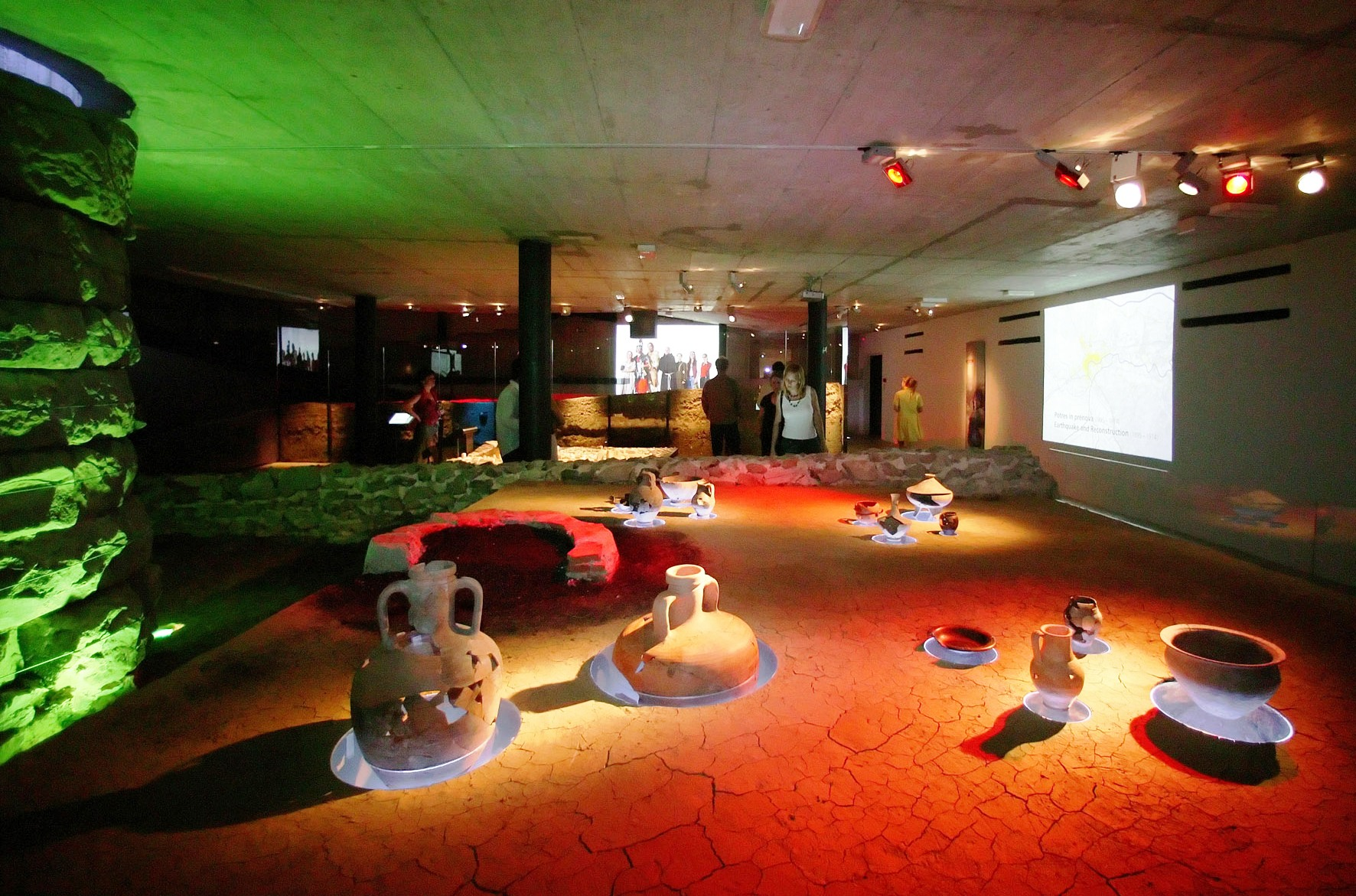
Vestiges romains exposés au sous-sol du Musée de la ville de Ljubljana.

Le musée propose diverses activités pédagogiques pour les enfants et les étudiants entre les âges de 5 et 18 ans. Il offre aussi des "musées itinérants" pour les écoles des hôpitaux, les écoles pour les élèves ayant des besoins particuliers et pour les classes pour des élèves plus jeunes des écoles éloignées de Ljubljana.

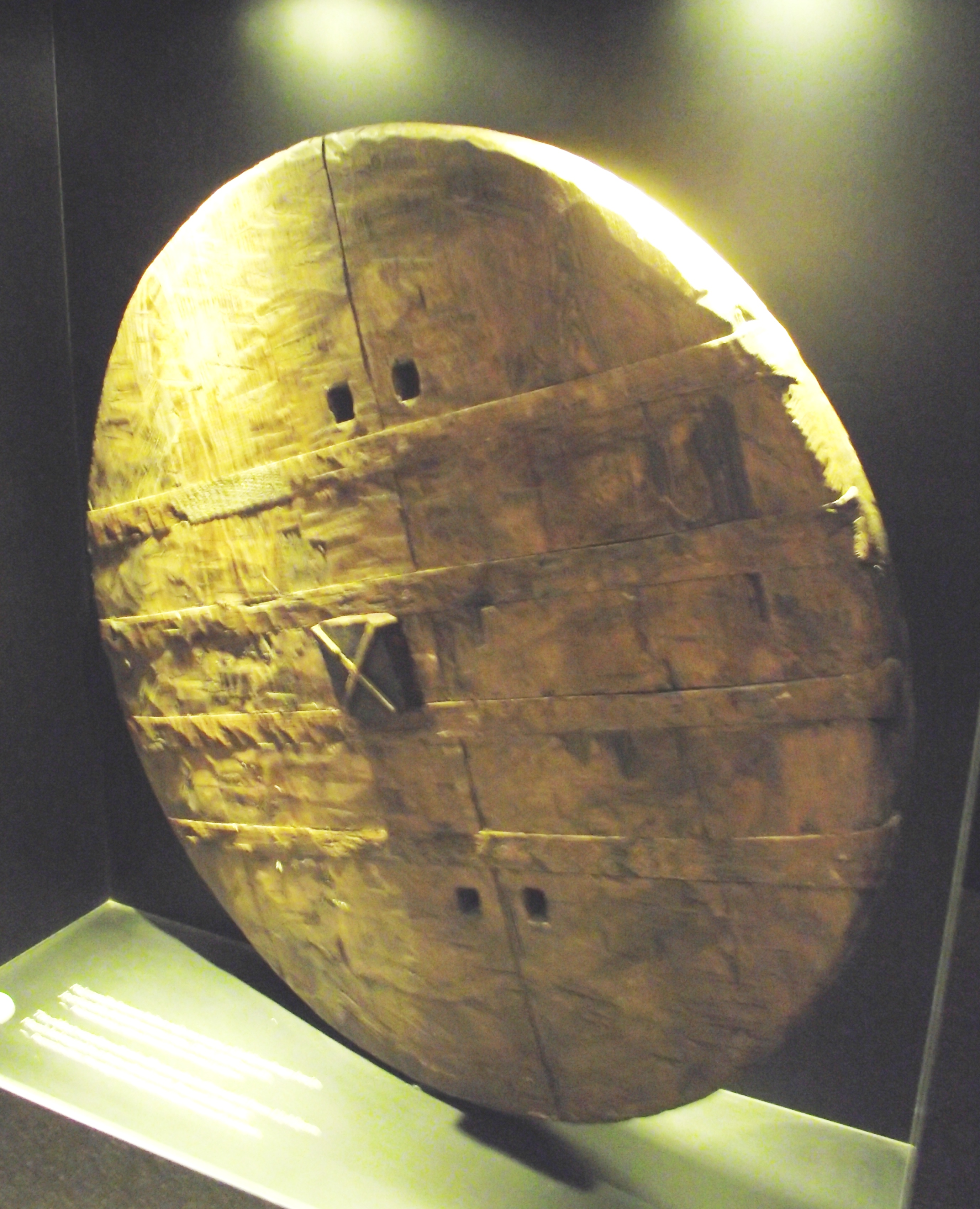
Roue en bois trouvée dans les marais de Ljubljana (env. 3150 av. J.-C.).
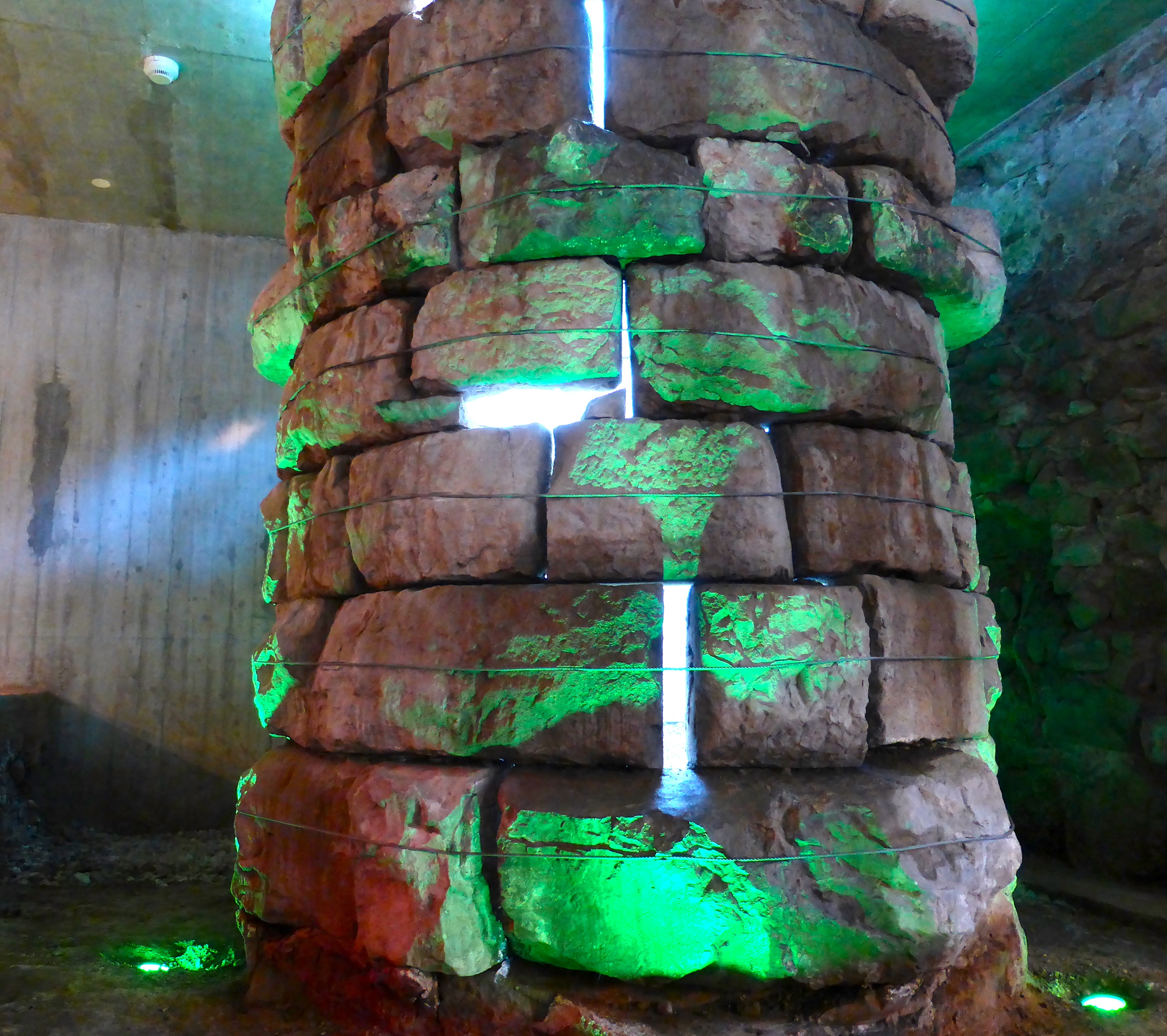
Puits d'époque romaine, laissé en place au sous-sol du musée.
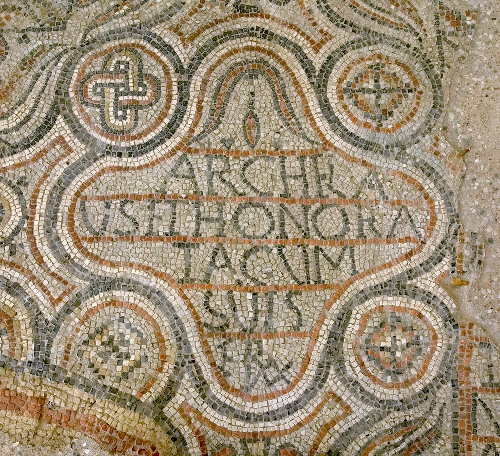
Mosaïque provenant du baptistère paléochrétien près de l’Erjavčeva cesta.